# Röthenbach an der Pegnitz
Röthenbach an der Pegnitz är en stad i Landkreis Nürnberger Land i Regierungsbezirk Mittelfranken i förbundslandet Bayern i Tyskland.